# 川上玲子 (ソプラノ歌手)
川上 玲子（かわかみ れいこ、1926年〈大正15年〉11月11日 - 没年不明）は、日本のソプラノ歌手。徳島文理大学名誉教授。
武蔵野音楽大学音楽学部声楽科卒業。兵庫県西宮市出身。

## 生涯
兵庫県西宮市出身。1948年（昭和23年）に武蔵野音楽大学音楽学部声楽科を卒業し、声楽をリア・フォン・ヘッサートに師事する。
大学を卒業後は徳島女子大学音楽学部で教鞭を執り、1972年（昭和47年）に同大学が改称し徳島文理大学音楽学部の教授となる。また全四国大学音楽学会などに所属した。